# Groot kraagkroeskopje
Het groot kraagkroeskopje (Collaria lurida) is een slijmzwam behorend tot de familie Lamprodermatidae. Hij leeft saprotroof op dood naaldhout.

## Kenmerken

### Uiterlijke kenmerken
De sporocarpen staan in groepen met stelen van 0,5-1,5 (-2,3) mm hoog. De sporotheca zijn bolvormig of kort-eivormig, rechtopstaand, paarsachtig of lilabruin en hebben een diameter van 0,2-0,5 (-0,7) mm.
Het plasmodium is waterig wit. 
Microscopische kenmerken
Het columella (verlenging van de steel) is meestal aanwezig, verdeeld van de basis tot het midden van het sporangium, zelden hoger, in een paar stevige takken waaruit het grootste deel van het capillitium voortkomt. Capillitium donkerbruin met weinig anastomosen en veel lange, kleurloze vrije uiteinden, die vooral uit de toppen van de hoofdtakken komen. De sporen zijn bleek lilagrijs, wrattig en meten (6-)7-10 µm diameter. De sporen zijn in bulk lila-paars.

## Verspreiding
In Nederland komt het groot kraagkroeskopje uiterst zeldzaam voor.